# Half-duplex

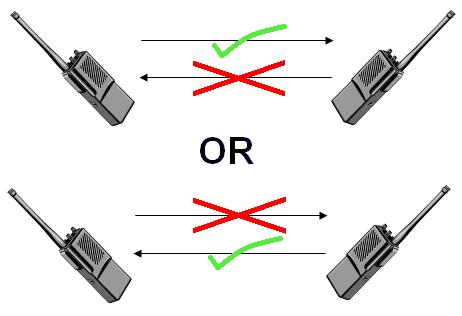
Una simple il·lustració d'un sistema de comunicació half-duplex.

 Half-duplex , o HDX, (en català:  semidúplex ), indica que el mètode o protocol d'enviament d'informació permet la comunicació en ambdós sentits, però no simultàniament (és a dir només en un sentit al mateix temps).
Típicament, una vegada que una part comença a rebre un missatge, ha d'esperar que l'altra part deixi de transmetre, abans de respondre. En el cas de la ràdio, les antenes dels equips ha de ser de tipus trans-receptor, és a dir dissenyades tant per transmetre com per rebre el senyal.
Un exemple d'un sistema half-duplex són els equips walkie-talkie, els més populars dels que empren aquest mètode de comunicació. Quan es parla per un walkie-talkie i es vol donar pas a l'altra part, cal emprar una paraula convinguda (normalment "canvi") per indicar a l'altra persona el final de la transmissió, i assegurar-se que només una part transmet alhora. Això és degut al fet que ambdues parts transmeten i reben en la mateixa freqüència i no poden transmetre simultàniament.

## Control per hardware
En l'execució automàtica dels sistemes de comunicacions, com ara els enllaços de dades bidireccionals, l'assignació de temps per a les comunicacions d'un sistema half-duplex pot ser controlada per hardware. Així, no hi ha desaprofitament del canal en el moment de la commutació. Per exemple, es pot permetre que l'estació A en un extrem de l'enllaç de dades transmeti durant un segon i, a continuació es deixa que l'estació B en l'altre extrem que transmeti durant un altre segon. A continuació es repeteix aquest cicle una vegada darrera l'altra.
Una bona analogia del control hardware d'un sistema half-duplex seria una carretera d'un carril amb un semàfor de trànsit a cada extrem. El trànsit pot fluir en ambdues direccions, però només en un sentit alhora, regulat pels semàfors trànsit.

## Transmissió Half-duplex (Topologia lògica Broadcast: Estandar Ethernet)
La seva utilització va començar l'any de 1980 i aquest va ser el primer mitjà utilitzat per interconnexions a llarga distància, prenent més tard el lideratge el grup format per Digital, Intel i Xerox, conegut com a DIX
el primer a implementar Ethernet sobre la base de l'estàndard IEEE 802.3 original, publicada en aquest mateix any.
LLavors, l'IEEE va estendre l'especificació 802.3 a tres noves comissions conegudes com a 802.3u (Fast Ethernet), 802.3z (Gigabit Ethernet transmès en fibra òptica) i 802.3ab (Gigabit Ethernet en UTP).
Cal destacar que l'arquitectura utilitzada en aquesta primera fase constava d'una topologia tipus bus amb uns paràmetres de temporització similar al 10Base2 i al 10baseT.
Aquest "és" o queda determinat pels mitjans transceptors ((ex. Switch, hub) Switch avui dia) dins de la topologia física, en canvi els que estenen el domini de xarxa són els ponts o repetidors, c/o afegint un retard al senyal transmès. Més concretament a les "trames" ((bits agrupats en format hexadecimal (en la subcapa MAC)).

El mètode de transmissió era half duplex, dos Pcs no podien transmetre a la vegada. No obstant això, les tecnologia 10Base5, 10Base2 i 10baseT són campatibles amb les tecnologies actuals i autonegociables en mode Full duplex amb aquestes, especialment 10baseT (parell trenat Cat3), determinat per la substitució a switches. La gestió de trames es fa més ràpid.

## Tecnologia 10Base5
L'amplitud de la freqüència en el cable coaxial era molt extensa permetent recórrer aquesta distància, però, això portava com a conseqüència que l'amplada de banda "del cable" és menor. Que no era cap desavantatge prenent com a fet les prestacions dels computadors.
L'especificació del cable empra el mateix terme indicat per la velocitat 10 (Mbps) BASE (Banda base o banda ampla) i 5 (500m per a diversos dominis de col·lisió, o longitud màxima del cable). Queda explícit que s'utilitza 500 m de cable coaxial gruixut per al domini de col·lisió.
La temporització està limitada segons la longitud del cable i retard de propagació (temps que triga el senyal a recórrer el medi), pel retard dels repetidors, pel retard dels transceptors i el retard entre estacions. Això es tradueix en la suma dels ' delays que avui dia es regeix per la regla 5-4-3.
Per exemple, 1 temps de bit a 10 Mbps = 100 nanosegons
Avui el retard de propagació (mesurat en dB) forma part de les deu proves que un cable trenat de coure ha de passar per ser utilitzat en LAN (Full Ethernet on els de 8 parells).
Totes les xarxes basades en "Ethernet" són propenses a tenir col·lisions (però no la Token Ring, degut a la topologia tipus anell) així estiguin en mode full duplex i es pugui transmetre i rebre simultàniament (multiplexació de l'UTP), però en principi, no es pot transmetre i rebre al mateix temps. En canvi en mode full duplex no existeixen col·lisions.
El límit d'intents de col·lisió per a una trama danyada en 100baseTX, és de setze vegades, augmentant el voltatge del senyal i comunicant als altres participants en la col·lisió, "escoltant i després transmetent", repetint la transmissió en un ordre sense prioritats.